# Lorde Cornbury

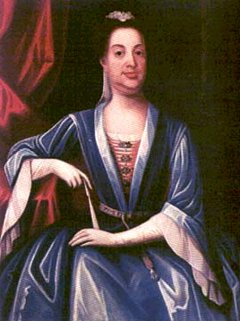
Lorde Cornbury

Lorde Cornbury ou Edward Hyde, 3.º Conde de Clarendon foi o primeiro governador colonial de Nova York, que chegou ao Novo Mundo vestido como mulher e despachava assim em seu escritório.